# Weingut Kreutzenberger
Das Weingut Kreutzenberger ist ein familiengeführtes Weingut in Kindenheim (Rheinland-Pfalz). Das denkmalgeschützte Hauptgebäude im Stil der Neuen Sachlichkeit stammt aus 1929. Die Weinberge befinden sich in Ortslagen von Kindenheim und  Bockenheim.

## Geschichte
Die erste urkundliche Erwähnung der Familie Kreutzenberger datiert aus dem Jahr 1438. Ende des 19. Jahrhunderts stellte die Familie den ursprünglichen landwirtschaftlichen Gemischtbetrieb auf einen spezialisierten Weinbaubetrieb um und begann mit der Abfüllung von Flaschen und der Selbstvermarktung. Emil Kreutzenberger ließ im Jahre 1929 nach Entwürfen des Grünstadter Bauingenieurs Otto Prott an einem neuen Standort an der östlichen Ortseinfahrt das heutige Gutsgebäude im Stil der Neuen Sachlichkeit errichten. Der Entwurfszeichnung von Prott widmete die Familie später eine Etikettenlinie ihrer Weinflaschen.
Der zunehmende Weinverkauf und veränderte Produktionsabläufe führten ab 2002 zu Planungen für einen Erweiterungsbau. Unter der Leitung des Oppenheimer Architekturprofessors Heribert Hamann entstand zwischen 2004 und 2007 ein Neubau, dessen reduzierte kubische Formensprache den sachlichen Stil des Altbaus aufgreift, ohne die klassische Moderne nachzuahmen. Umgesetzt wurde dabei die Idee eines „gläsernen Weinguts“, in dem sämtliche Produktionsprozesse der Weinherstellung für den Besucher erlebbar gemacht werden. Der Bau wurde 2007 mit dem ersten Architekturpreis Wein ausgezeichnet.

## Beschreibung des Hauptgebäudes
Das von Otto Prott geschaffene Hauptgebäude des Weinguts ist ein zweigeschossiger Putzbau im Stil der Neuen Sachlichkeit. Errichtet wurde es an der Hauptstraße von Kindenheim. Mit einer abgerundeten linken Ecke bezieht sich der Bau städtebaulich auf die Ortseinfahrt. Prott staffelte den Baukörper mit einem breiten zur Straße gerichteten Risalit und dem im Winkel eingefügten Eingang unter einem Vordach. Die Ostseite bestimmt ein Balkon mit massiver Brüstung.
Die betont flächig gestaltete Fassade wird durch zwei Fensterbänder und liegende Rechtecköffnungen horizontal gegliedert. Die lineare Gliederung wird durch funktionelle Details wie dem Geländer der Dachterrasse und dem Regenfallrohr am Risalit weiter betont. An der Westseite schließt ein niedrigerer Wirtschaftsteil mit rechtwinklig eingeschnittenem Hoftor an. Als „ebenso seltenes wie qualitätvolles Beispiel einer konsequent modernen Umsetzung der traditionellen Bauaufgabe in der ersten Hälfte des 20. Jahrhunderts“ steht das Gebäude als Kulturdenkmal in der Denkmalliste des Landes Rheinland-Pfalz.

## Weine
Beim Rebsortenspiegel halten sich weiße und rote Sorten die Waage. Zu den weißen Rebsorten zählen Riesling, Chardonnay, Grauer Burgunder, Grüner Silvaner, Müller-Thurgau, Huxelrebe, Kerner und Scheurebe, zu den roten Sorten Dornfelder, Pinot Noir, Heroldrebe, Spätburgunder und Cabernet Dorsa sowie die internationalen Sorten Cabernet franc, Merlot und Syrah.
Die Rotweine werden nach dem klassischen Verfahren auf der Maische vergoren und reifen im Holzfass oder Barrique. Die Weißweine werden nach modernsten Verfahren schonend gekeltert, über Sedimentation geklärt und anschließend kontrolliert gekühlt im Edelstahlkeller vergoren, bis sie zur Abfüllung gelangen.

## Auszeichnungen
- 2007: Architekturpreis Wein
- 2008: Silber- und Goldmedaille auf der Austrian Wine Challenge Vienna
- Auszeichnung „moderner Höhepunkt der Weinkultur 2013“ vom Deutschen Weininstitut (als einziges Weingut der Pfalz)
- zahlreiche Auszeichnungen auf Landes- und Bundesebene, darunter die DLG-Raritäten-Trophy
- Empfehlungen in Fachzeitschriften, der Financial Times Deutschland und im Buch Europas Weißweine